# (18781) Indaram
(18781) Indaram (1999 JH45) – planetoida z pasa głównego asteroid okrążająca Słońce w ciągu 3,73 lat w średniej odległości 2,41 j.a. Odkryta 10 maja 1999 roku.